# Tambourissa pedicellata
Tambourissa pedicellata är en tvåhjärtbladig växtart som beskrevs av John Gilbert Baker. Tambourissa pedicellata ingår i släktet Tambourissa och familjen Monimiaceae. Inga underarter finns listade i Catalogue of Life.